# Elaphropus parvicornis
Elaphropus parvicornis är en skalbaggsart som beskrevs av Notman. Elaphropus parvicornis ingår i släktet Elaphropus och familjen jordlöpare. Inga underarter finns listade i Catalogue of Life.